# Rong Zhixing
Rong Zhixing (en chino, 容志行; China-India; 30 de julio de 1948) es un exfutbolista y dirigente deportivo de China que jugaba en la posición de centrocampista.

## Carrera

### Club
| Periodo   | Club             |
| --------- | ---------------- |
| 1964–1966 | Guangzhou Worker |
| 1966      | Guangzhou FC     |
| 1969–1982 | Guangdong FC     |

### Selección nacional
Jugó para China de 1972 a 1982 con la que anotó 10 goles en 34 partidos, jugó en dos ediciones de los Juegos Asiáticos y dos ediciones de la Copa Asiática. Se retiraría en la clasificación de AFC y OFC para la Copa Mundial de Fútbol de 1982.

## Tras el retiro
Al retirarse como futbolista en 1982, Rong estudío en la universidad, pasó a ser entrenador de equipos menores del Guangdong por poco tiempo. Posteriormente Rong trabajó como vicesecretario del Partido Comunista de China en Guangdong. En 1991 Rong trabajó como director del comité de deportes de Shenzhen.
El 21 de enero de 2014 Rong fue elegido como vicepresidente de la Asociación China de Fútbol.

## Logros
Guangdong FC
- Liga Nacional China: 1979[4]

## Estadísticas

### Partidos internacionales por año
| Selección | Año   | Apariciones | Goles |
| --------- | ----- | ----------- | ----- |
| China     | 1973  | 1           | 1     |
| China     | 1974  | 0           | 0     |
| China     | 1975  | 5           | 2     |
| China     | 1976  | 4           | 0     |
| China     | 1977  | 2           | 2     |
| China     | 1978  | 8           | 2     |
| China     | 1979  | 0           | 0     |
| China     | 1980  | 4           | 2     |
| China     | 1981  | 7           | 1     |
| China     | 1982  | 3           | 0     |
| Total     | Total | 34          | 10    |

### Goles con Selección
| No  | Fecha      | Sede                             | Rival     | Gol | Resultado | Torneo                                               |
| --- | ---------- | -------------------------------- | --------- | --- | --------- | ---------------------------------------------------- |
| 1.  | 3-8-1973   | China                            | Guinea    | 2—1 | 5–2       | Amistoso                                             |
| 2.  | 19-6-1975  | Government Stadium, Hong Kong    | Brunéi    | 3—0 | 10–1      | Clasificación para la Copa Asiática 1976             |
| 3.  | 21-6-1975  | Government Stadium, Hong Kong    | Hong Kong | 1–0 | 1–0       | Clasificación para la Copa Asiática 1976             |
| 4.  | 19-7-1977  | China                            | Zaire     | 1—1 | 3–2       | Amistoso                                             |
| 5.  | 27-7-1977  | China                            | Hong Kong | 1—0 | 1–2       | Amistoso                                             |
| 6.  | 14-12-1978 | Tailandia                        | Catar     | 2—0 | 3–0       | Amistoso                                             |
| 7.  | 19-12-1978 | Tailandia                        | Malasia   | 4—0 | 7–1       | Amistoso                                             |
| 8.  | 24-12-1980 | Government Stadium, Hong Kong    | Macao     | 3–0 | 3–0       | Clasificación para la Copa Mundial de Fútbol de 1982 |
| 9.  | 26-12-1980 | Government Stadium, Hong Kong    | Japón     | 1–0 | 1–0       | Clasificación para la Copa Mundial de Fútbol de 1982 |
| 10. | 18-10-1981 | Workers' Stadium, Beijing, China | Kuwait    | 1–0 | 3–0       | Clasificación para la Copa Mundial de Fútbol de 1982 |